# Biočin
Biočin (Servisch cyrillisch Биочин) is een plaats in de Servische gemeente  Raška. De plaats telt 50 inwoners (2002).